# Mädchen mit Papagei

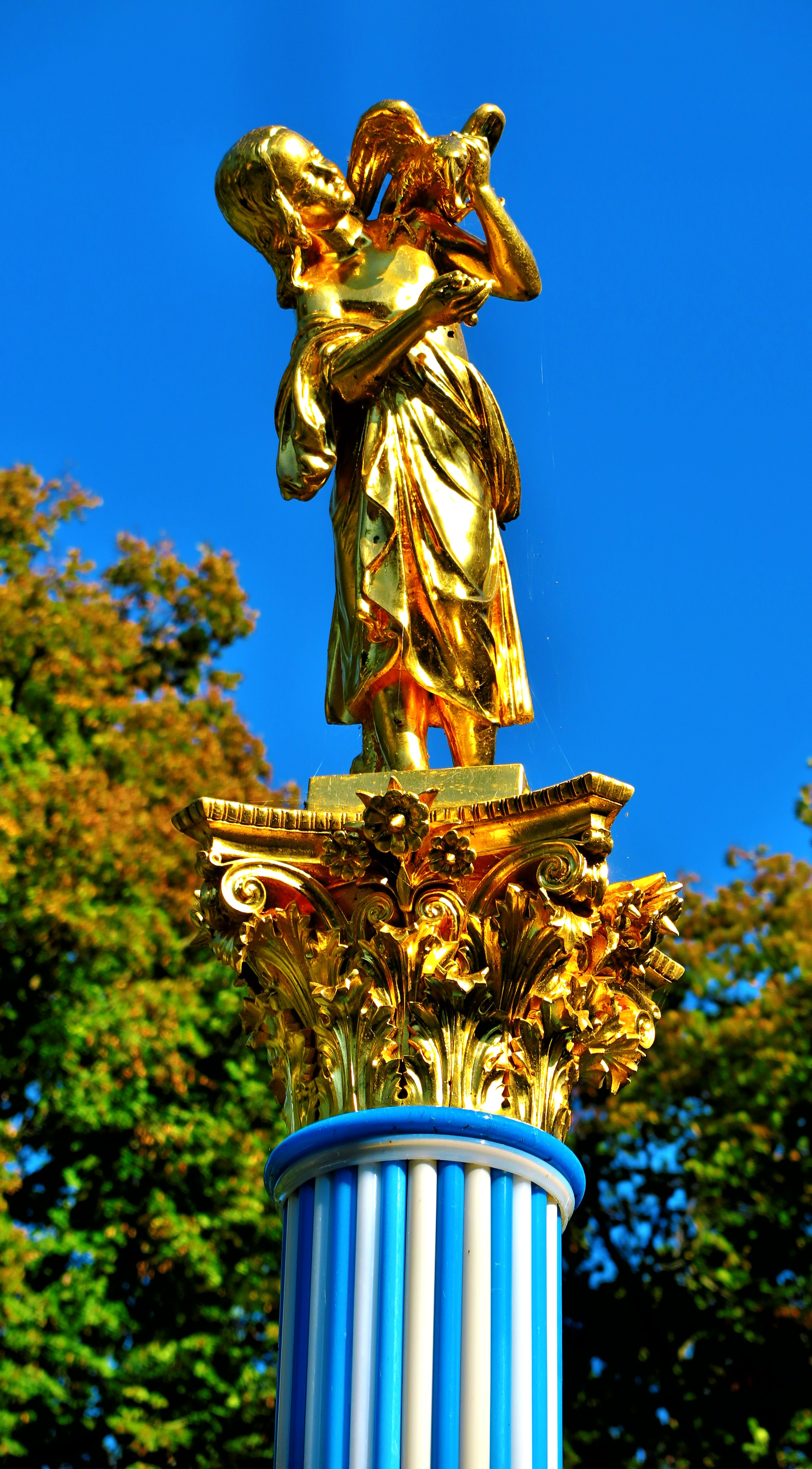
Plastik Mädchen mit Papagei auf der Roseninsel im Starnberger See

Das Mädchen mit Papagei ist eine vergoldete Zinkgussplastik nach dem Modell des Bildhauers Heinrich Berges, die in der Berliner Eisengießerei von Siméon Pierre Devaranne hergestellt wurde. Von der auf einer weiß-blau gestreiften Säule aus einzelnen Glasröhren stehenden Plastik wurden im Auftrag von Friedrich Wilhelm IV. drei baugleiche Exemplare gefertigt. Er schenkte eines seiner Frau Elisabeth Ludovika, eines seiner Cousine Marie von Preußen und deren Mann, dem bayerischen König Maximilian II., das dritte Exemplar erhielt seine Schwester, die Zarin Alexandra Fjodorowna.

## Beschreibung
Die vergoldete Zinkgussskulptur stellt ein Mädchen dar, auf dessen linker Schulter ein flatternder Papagei sitzt. Mit der linken Hand streicht das Mädchen über den Rücken des Papageis, der sich nach vorn unten nach den Trauben reckt, die das Mädchen ihm mit der rechten Hand füttert.
Die ca. 550 cm hohe Säule besteht aus jeweils fünfzehn opak-weißen und opak-blauen Glasröhren, die abwechselnd angeordnet sind, wodurch ein senkrechtes, weiß-blaues Streifenmuster und dadurch der Eindruck einer Kannelierung entsteht. Die Wandstärke der einzelnen Röhren beträgt ca. 4 mm. Die einzelnen Röhren verjüngen sich nach oben hin konisch; ihr Durchmesser beträgt am unteren Rand 35 mm, am oberen Ende 28 mm. Die Glasröhren wurden in zwei Arbeitsschritten hergestellt, indem sie sowohl gezogen als auch mundgeblasen wurden.
Im Inneren der Säule befindet sich eine durch die Röhren verborgene aufwendige Haltekonstruktion aus Eisen, Zink und Glas, an der die Glasröhren spannungsfrei aufgehängt sind, sodass das Glas starke Temperaturschwankungen ohne Schäden überstehen kann.
Auch das kunstvoll mit floralen Motiven verzierte Kapitell, die Basis sowie die ornamentale Ummantelung an der Basis der Säule, die zur Kaschierung der Innenkonstruktion dient, bestehen aus vergoldetem Zinkguss.

## Geschichte

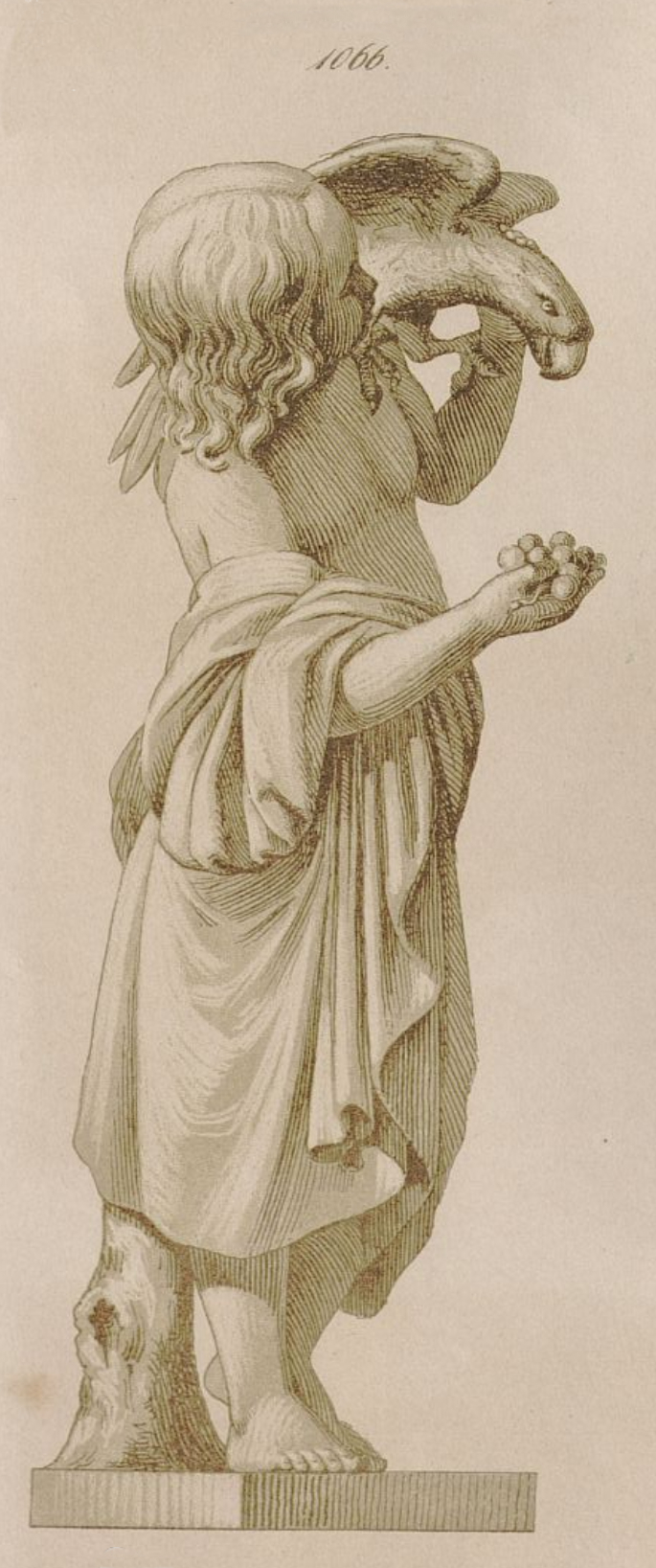
Zeichnung Mädchen mit Papagei aus dem Katalog von S. P. Devaranne, Berlin 1847

Säule und Plastik wurden im Jahr 1853 durch Friedrich Wilhelm IV. in dreifacher, baugleicher Ausführung in Auftrag gegeben. Nach dem Entwurf des Hofarchitekten Ludwig Ferdinand Hesse produzierte die schlesische Josephinen-Glashütte der Grafen Schaffgotsch in Schreiberhau 1854 die Säulen.
Die Plastik des Mädchens mit Papagei wurde von Heinrich Berges entworfen und in den Jahren 1839 sowie 1842 auf der Berliner Kunstausstellung der Königlichen Akademie der Künste gezeigt. Die Firma des Berliner Silber- und Goldschmieds Siméon Pierre Devaranne (1789–1859), der sich auf die Anfertigung von Zinkplastiken spezialisiert hatte, goss die Statuette im Wachsausschmelzverfahren, vergoldete sie und nahm die Figur in ihren 1847 erschienenen Katalog auf.

### Marlygarten in Potsdam

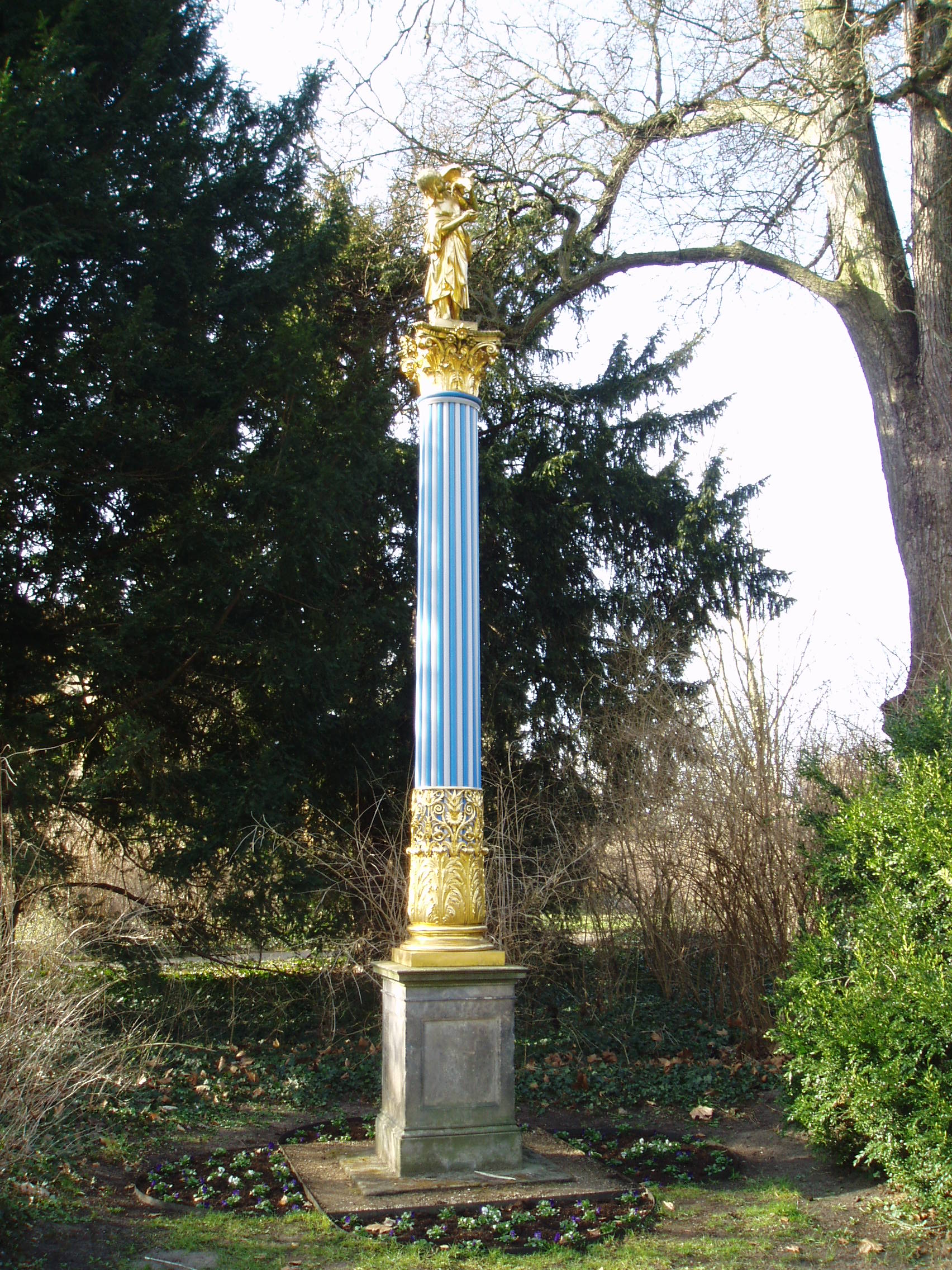
Statue mit dem Mädchen mit Papagei im Marlygarten (Potsdam)

Die Plastik im Potsdamer Marlygarten war ein Geschenk Friedrich Wilhelms IV. an seine Gemahlin Elisabeth Ludovika, auf deren bayrische Heimat die weiß-blaue Farbwahl der Glasröhren verweisen sollte. Elisabeth war zudem eine große Papageienliebhaberin und soll schon als Kind einen Papagei besessen haben. Es wird vermutet, dass die Plastik die Königin als Kind darstellen soll. Ein Bezug zu ihr wird ebenso bei der Flora Albert Wolffs im Marlygarten vermutet. Plastik und Säule wurden im südwestlichen Teil des Marlygartens aufgestellt.
Kurz nach dem Zweiten Weltkrieg stürzten die Säule und die Plastik von ihrem Sockel. Die zerbrochene Säule wurde aus allen verfügbaren Fragmenten rekonstruiert und die Plastik restauriert, da sie an mehreren Stellen Korrosion sowie großflächige Abwitterungen der Vergoldung aufwies. Durch eine Unterdimensionierung der Plinthe war die Standsicherheit nicht mehr gegeben. Um diese zu gewährleisten, wurde die Plastik durch einen auf dem Podest verschraubten Aluminiumrahmen um ca. 5 mm angehoben. Da keine detaillierten Originalabbildungen vorlagen, wurde bei der Restaurierung darauf verzichtet, abgebrochene Stellen am Schwanz und an der linken Flügelspitze des Papageis zu ersetzen. Im Mai 2002 konnte die Glassäule mit der Plastik zusammen mit dem restaurierten südlichen Teil des Marlygartens eingeweiht werden.

### Roseninsel im Starnberger See

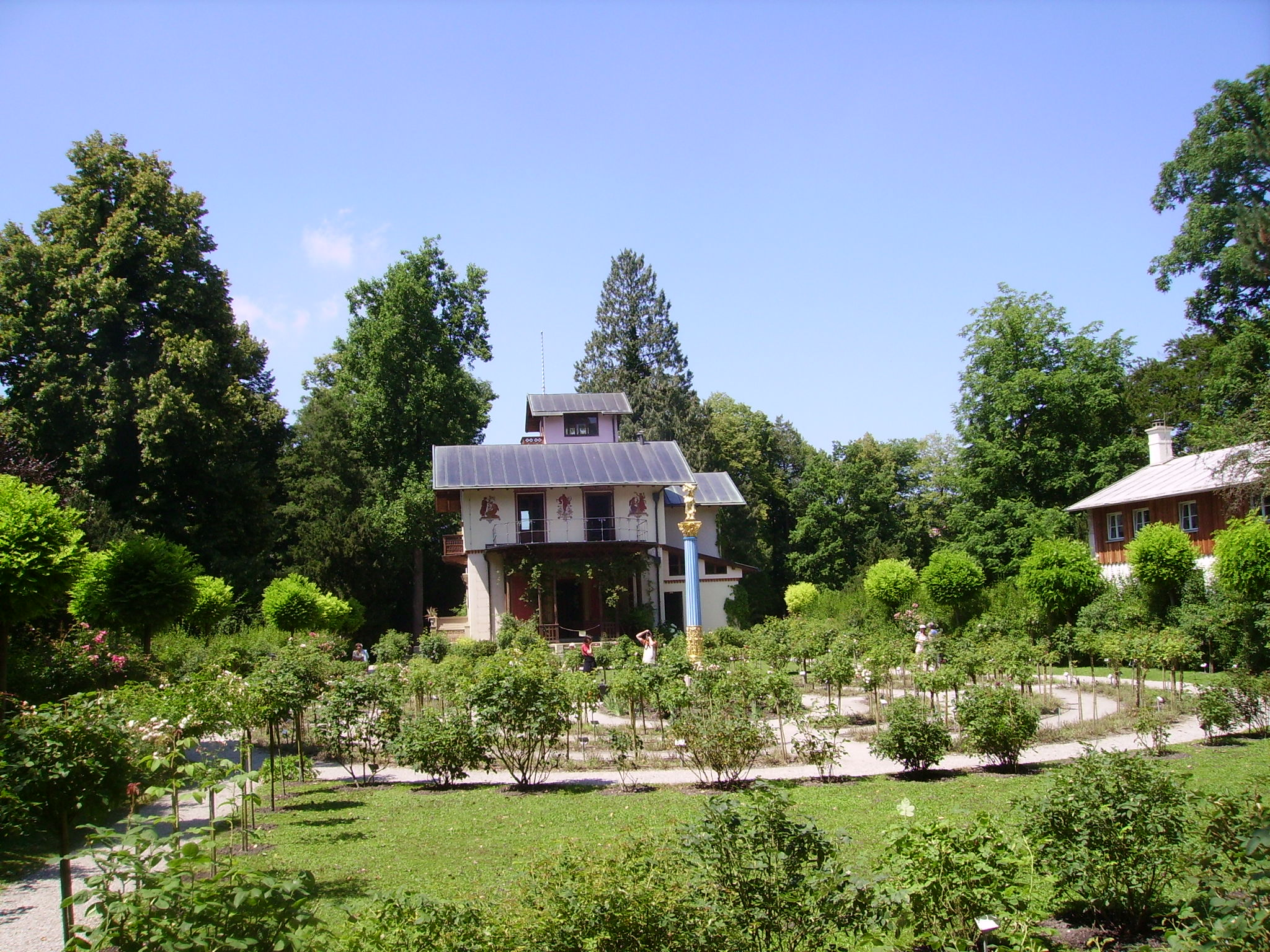
Statue mit dem Mädchen mit Papagei vor dem Casino auf der Roseninsel

Eine zweite Ausführung dieser Säule schenkte Friedrich Wilhelm IV. 1854 dem bayrischen Königspaar Maximilian II. und Marie von Preußen (1825–1889). Friedrich Wilhelms IV. Frau Elisabeth Ludovica (1801–1873) war eine Schwester Ludwigs I. und damit eine Tante des jungen bayrischen Königs. Die Säule wurde im Rosarium auf der Roseninsel im Starnberger See aufgestellt.
Maximilian II. soll sich aufgrund der Plastik des Mädchens mit Papagei so für die Zinkgusstechnik begeistert haben, dass in München mehrere Zinkkunst-Gießereien entstanden. Da es in Bayern keine Zinkvorkommen gab, wurde das benötigte Zink aus Oberschlesien importiert, was die dortigen Zinkgruben florieren ließ. Maximilian II. ließ unter anderem 1862 acht Zinkfiguren zur Schmückung des Münzamtes in der Maximilianstraße durch den Bildhauer Friedrich Kirchmayer anfertigen. Dieser entwarf auch einige der Figuren des heutigen Museums Fünf Kontinente sowie mehrere Viktorien und Standbilder von König Maximilian I. und Ludwig I. für die Befreiungshalle bei Kelheim. Auch die Zinkplastik eines Löwen an der Einfahrt des Lindauer Hafens stammt aus dieser Epoche.
Die Säule stand von 1854 bis 1946 im Zentrum des Rosariums vor dem Casino. Im Jahr 1946 wurde sie demontiert, wonach sie als verschollen galt. 1996 wurden Teile der Säule in einem Lagerraum des Casinos wiederentdeckt. Die Restaurierung der Säule wurde durch einen Förderkreis und die Franziska-Günther-Stiftung ermöglicht. Von den Glasröhren waren fast 90 % erhalten, die zusammen mit einer Rekonstruktion der fehlenden Fragmente wieder zu einer Säule zusammengesetzt werden konnten. Die Plastik des Mädchens mit Papagei blieb allerdings verschollen, weshalb sie nachgeformt wurde, wobei die noch erhaltene Originalplastik aus dem Potsdamer Marlygarten als Vorlage diente.
Die rekonstruierte Säule wurde am 23. Mai 2001 wieder im Mittelpunkt des Rosenrondells vor dem Casino auf der Ostseite der Roseninsel aufgestellt.

### Peterhof (Russland)

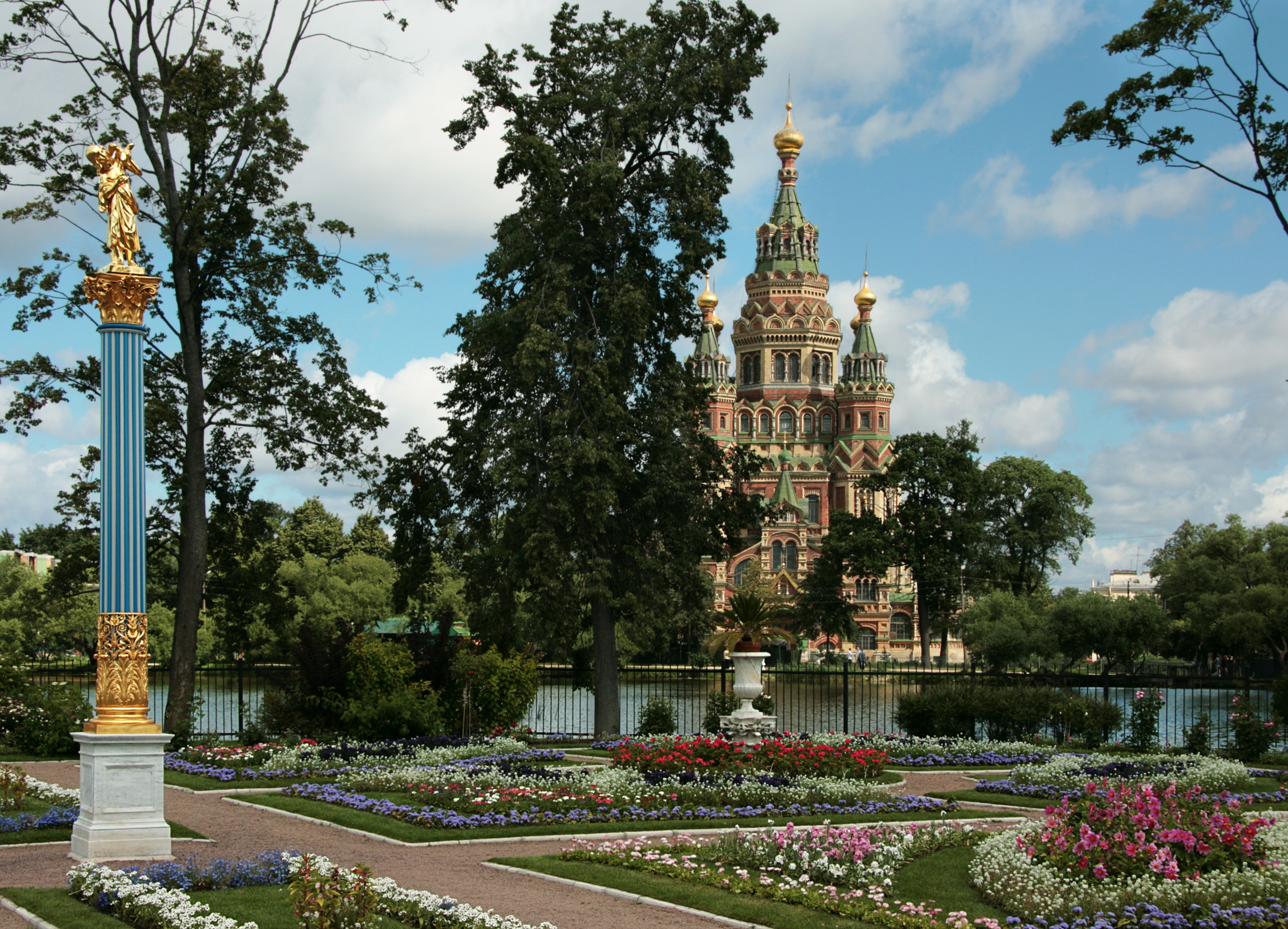
Statue mit dem Mädchen mit Papagei vor der Peter-und-Paul-Kathedrale in Peterhof

Eine dritte baugleiche Säule schenkte Friedrich Wilhelm IV. seiner Schwester Charlotte von Preußen, die 1817 Zar Nikolaus I. geheiratet hatte und als Zarin Alexandra Fjodorowna in Russland lebte. Diese ließ die Plastik zunächst am Schloss Cottage, der Sommerresidenz der Zarenfamilie im Park Alexandria des Schlosses Peterhof, und später auf der Zarininsel im Kolonistskiy Park (Колонистский парк) in Peterhof aufstellen. Von der im Zweiten Weltkrieg zerstörten Säule wurde 2004 eine Kopie auf der Zarininsel aufgestellt.